# آدم خوبی نیستی
آدم خوبی نیستی (به انگلیسی: You're No Good) ترانه‌ایست سرودهٔ کلینت بالارد جونیور که اولین‌بار در سال ۱۹۶۳ توسط دی دی وارویک اجرا شده‌است. جری لیبر و مایک استولر تهیه‌کنندگان نسخهٔ اصلی ترانه بوده‌اند.
این قطعه بارها توسط خوانندگان دیگر بازخوانی شده‌است از جمله بتی اورت در سال ۱۹۶۳، گروه سوینگینگ بلو جینز در سال ۱۹۶۴ و لیندا رانستد در سال ۱۹۷۵ که نسخهٔ او در زمان انتشارش شمارهٔ ۱ بیلبورد هات ۱۰۰ شد.

## نسخهٔ بتی اِوِرِت
نسخهٔ بتی اِوِرِت که در نوامبر ۱۹۶۳ با برچسب وی-جی رکوردز منتشر شد، اولین نسخهٔ موفق «آدم خوبی نیستی» بود. بالاترین جایگاه تک‌آهنگ در بیلبورد هات ۱۰۰ رتبه ۵۱ بود و در جدول ترانه‌های آراَندبی تا ردهٔ پنجم صعود کرد.

## نسخهٔ سوئینگینگ بلو جینز
اجرای گروه بریتانیایی سوینگینگ بلو جینز از «آدم خوبی نیستی» هم در سال ۱۹۶۴ با اقبال تجاری مواجه شد. نسخهٔ سوئینگینگ بلو جینز در تابستان آن‌سال سومین تک‌آهنگ پرفروش آفیشال چارتس شد ولی در آمریکا جایگاهی بهتر از ردهٔ ۹۷ بیلبورد هات ۱۰۰ نداشت.

## نسخهٔ لیندا رانستد
لیندا رانستد از اوایل سال ۱۹۷۳ و به پیشنهاد کنی ادواردز (باسیست گروهش) ترانهٔ «آدم خوبی نیستی» را به لیست قطعه‌های اجراهای زنده‌اش اضافه کرده بود. او اولین بار این ترانه را در افتتاحیهٔ کنسرتی از نیل یانگ اجرا کرد.
رانستد در تابستان ۱۹۷۴ به‌همراه گروهش «آدم خوبی نیستی» را ضبط کردند و در پایان همان‌سال در قالب تک‌آهنگی از آلبوم قلبی همچون یک چرخ منتشر شد. در این نسخه کُر دو نفرهٔ کلایدی کینگ و شرلی متیوز آواز رانستد را همراهی می‌کند.
این موفق‌ترین نسخهٔ «آدم خوبی نیستی» بود که در زمان انتشارش در ایالات متحدهٔ آمریکا ۱۱ هفته در بیلبورد هات ۱۰۰ حضور داشت و یک‌هفته هم صدرنشین آن جدول شد. «آدم خوبی نیستی» رانستد ششمین تک‌آهنگ شمارهٔ ۱ سال ۱۹۷۵ و سومین شمارهٔ یکی بود که کاور یک قطعهٔ دهه شصتی بود. چند هفته پیش از رانستد، گروه کارپنترز هم با کاور قطعهٔ «خواهش می‌کنم آقای پستچی» ماروِلِتس صدرنشین بیلبورد بودند. بین این‌ها اما تفاوت مهمی وجود دارد: کارپنترز ترانه‌ای که اجرای اولیه‌اش هم بسیار شناخته‌شده و شماره ۱ بیلبورد شده بود را بدون آن‌که چیز ارزشمندی به آن اضافه کنند بازخوانی کردند درحالی‌که رانستند قطعه‌ای که پیش از او موفقیت چشمگیری نداشت را آن‌چنان زیر و رو کرد، گویی از آن خودش است.

### موقعیت در جدول‌های فروش موسیقی

#### جدول‌های هفتگی
| چارت (۱۹۷۴–۱۹۷۵)                           | جایگاه |
| ------------------------------------------ | ------ |
| ۴۰ تک‌آهنگ برتر هلند                        | ۱۷     |
| تک‌آهنگ‌های معاصر بزرگسال مجلهٔ آرپی‌ام کانادا | ۲      |
| بیلبورد هات ۱۰۰ مجلهٔ بیلبورد               | ۱      |
| جدول معاصر بزرگسال مجلهٔ بیلبورد            | ۱۰     |
| جدول انجمن صنعت ضبط نیوزیلند               | ۲۴     |

#### جدول‌های پایان سال
| چارت (۱۹۷۵)             | جایگاه |
| ----------------------- | ------ |
| جدول ای‌آرآی‌ای استرالیا  | ۹۳     |
| جدول مجلهٔ آرپی‌ام کانادا | ۹۷     |
| بیلبورد هات ۱۰۰         | ۵۰     |

## اجراهای دیگر
- ۲۰۲۱ - کلی کلارکسون تاک‌شوی ۷ دسامبر را با بازخوانی این قطعه آغاز کرد.[۱۲]